# コンスタンタン・ペクール

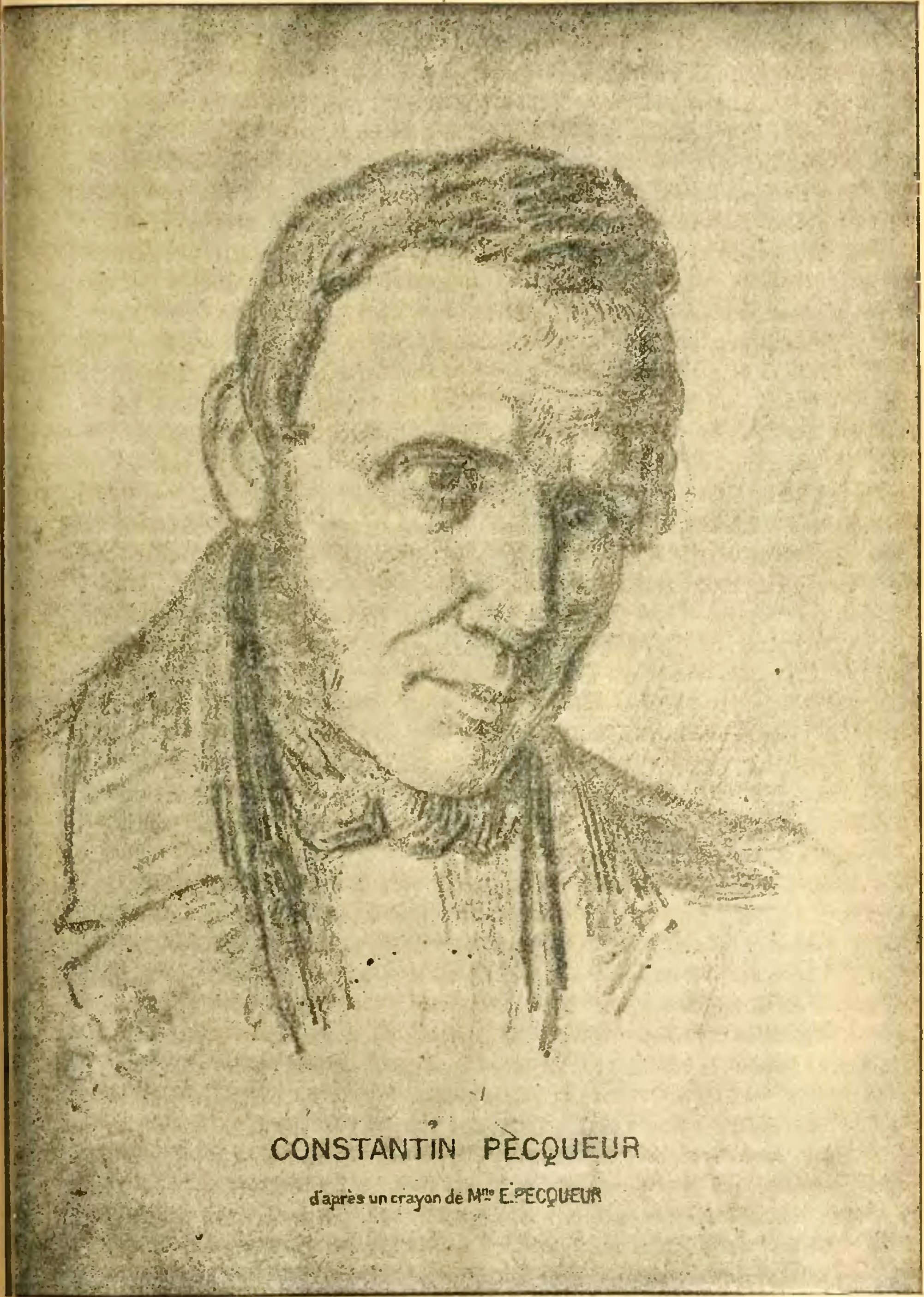
コンスタンタン・ペクール

コンスタンタン・ペクール（Constantin Pecqueur、1801年10月26日 - 1887年12月17日）は、ノール県アルル生まれのフランスの経済学者、フランス社会主義の理論家。1848年革命に参加し、カール・マルクスに影響を与えた。父ジャン・フィリップ・ペクールはアルルの収税官で一時市長にもなった人物であり、母アンリエット・フォラも富裕な製粉業者の娘であった。1887年タヴェルニーで死去。

## 生涯
シャルル・コンスタンタン・ペクールは、ノール県のアルルで、裕福な上流中産階級の家庭に生まれた。父親の死ぬ1818年までドゥエのリセに在籍しているが、その後しばらくは職業につくことなく独学を続けている。彼は工学と数学を勉強した。彼はしばらくの間、幾何学者として活動した。彼は1828年にリールの陸軍病院付属学校に入学した。彼は1828年にアラスの王立協会が募集した子供向け科学教育に関する論題で入選し、翌29年に同協会の論文集に収録、出版された。
彼は空想的社会主義者の諸理論に興味を持つようになり、1829年頃にはパリに移っていた。彼は1830年から31年までアンリ・ド・サン＝シモン派に加わった。彼は『ル・グローブ』（ピエール・ルルーが創刊した雑誌）や他のサン＝シモニアンの新聞に寄稿したが、1832年にサン・シモニアンを後にして、プロスペール・アンファンタンが取っていた宗教的な方針に不満を示した。彼は1836年までシャルル・フーリエの学派に所属し、ファランステールというフーリエ主義者の共同体に参加した。彼は1835年にフーリエの伝記を書き、そして様々なフーリエ主義者の雑誌に寄稿した。彼は1836年にフーリエ主義者たちを後にして彼らの体系批判を出版すると、自分自身の理論を発展させた。だが、彼はピエール・ルルーやヴィクトル・コンシデランといったサン・シモニアンやフーリエ学派出身の友人の近くにとどまった。
これらの理論家たちとは対照的に、ペクールは生産手段、分配手段、交換手段の集団的所有権を主張する最初のフランス経済学者の一人であった。彼は時に「フランス集産主義社会主義の父」と呼ばれる。ペクールの名は1830年代に社会主義経済学者として高く評価された。彼の著作には『商業・工業の利益』(1836)、『物質的改善』(1839)、『選挙改革』(1840)、『社会経済学と政治の新理論』(1842)、『平和、その原理と実現』(1842)、『軍隊』(1842)、『神の共和国』(1844)等がある.
他の著作の中で特に注目されたのは彼の二巻本『蒸気の応用の影響下での、商業・工業・農業および文明一般の利益の社会経済学』(1839)である。彼はこの著作の中で、蒸気機関の導入といった物質的条件における変化が知的な発展における変化を生むことを示そうと試みた。フランス道徳・政治学アカデミーは彼に賞を与えた。カール・マルクスもまたペクールの唯物論的方法論を賞賛した。マルクスは後にしばしばペクールを権威として『資本論』や他の経済学の著作に引用した。彼のユートピア（空想的）社会主義の同時代人の多くとは対照的に、そしてまた期待するマルクスの見解とは対照的に、ペクールは工業生産の発展を支配的にネガティブなものとは見なかった。彼は工業の偉大な生産能力を歓迎したが、所有権の資本家関係が工業技術の十分な生産潜在能力が引き出されるのを妨げると考えた。したがって、工業は国営化されるべきであり、共通の利益のために編成されるべきなのである。（しかしながら、ペクールの唯物論は経済学、社会学そして歴史的分析に限定されていた。形而上学的には彼は唯物論者ではなかったが、多くのフランス共和派の理神論的狂信を共有した。）
1839年に、ペクールはフランスの鉄道システムよりも進んでいたベルギーの鉄道システムの研究をするようにフランス政府によって命じられた。彼は鉄道建設への政府投資を推奨した。
1844年に、ペクールは左翼アレクサンドル・ルドリュ＝ロランによって編集された主導的な民主派の新聞『ラ・レフォルム』の常連寄稿者になった。これによって彼は自分のアイデアの広い講演の場を持ち、経済学者ルイ・ブランを含めた主要な他の共和派社会主義者の時の有名人と接触するようになった。1848年に、ペクールは二月革命を支持した。ブランは自分が第二共和政の新臨時政府の中で労働大臣になると「労働の組織」の問題に関するリュクサンブール委員会を設置して、その委員にペクールを任命した。リュクサンブール委員会での彼の同僚の中には、正統的自由主義経済学者ピエール・ル・プレとフーリエ主義社会主義者ヴィクトル・コンシデランがいた。ペクールとコンシデランはかなり親密に協力し、農業植民地・社会的住宅・協同作業場のための集合的取引および政府基金といった、いくつかの改革を導入しようと試みたが、不成功に終わった。ペクールはさらにフランス国立図書館の司書助手に推薦された。彼は自分の考えを一般に広めるために「グレッポ」(Charles-François Chevé)のペンネームで『社会教理問答』と呼ばれる一般向けの本を出版した。彼はまたジャン・ジャック・ピヨ(Jean-Jacques Pillot)のような共和派共産主義者との関係を維持した。
1848年から1849年に、ペクールは、自分で雑誌を創刊し、社会科学と社会主義者の政治家に向けられた雑誌『人民の救済』(Le Salut du Peuple)を編集・発行した。その書の中で、彼は有名なアナーキスト社会理論家・経済学者ピエール・ジョゼフ・プルードンに対して論争をしかけた。プルードンは、リュクサンブール委員会の仕事とブルジョワ暫定政府におけるルイ・ブランの役割を鋭く批判した。それから今度はペクールが、プルードンがフーリエの考えを剽窃したと非難した。特にペクールは、プルードンの相互交換の「人民銀行」計画は、フーリエから借用された考えだと責めた。

## 著作
- 『蒸気の応用の影響下での、商業・工業・農業および文明一般の利益の社会経済学』(1839) 第一巻 (Google) 第一巻 (Google) 第一巻 (Google) 第二巻 (Google) 第二巻 (Google) 第二巻 (Google)
- 『選挙改革』"Réforme électorale ; appel au Peuple à propos du rejet de la Pétition des 240 mille"(1840)
- 『物質的改善　自由との関係において』"Des améliorations matérielles dans leurs rapports avec la liberté"(1839)seconde édition (Google) seconde édition (Google) deuxiéme édition(Google)
- 『政治・社会経済学の新理論――社会機構に関する研究』"Théorie nouvelle d'économie sociale et politique, ou études sur l'organisation des sociétés"(1842)
- 『平和、その原理と実現』"De la Paix, de son principe et de sa réalisation"(1842)
- 『軍隊　産業、道徳、自由との関係において』"Des armées dans leurs rapports avec l'industrie, la morale et la liberté, ou des devoirs civiques des militaires"(1842)
- 『神の共和国――普遍的な平等と友愛の直接的実践のための宗教的連合』(1844) (Google) (Google)
- 『社会教理問答』(1848) (Google)